# Белокалитвинский район
Белокалитвинский райо́н — административно-территориальная единица и муниципальное образование (муниципальный район) в составе Ростовской области Российской Федерации.
Районный центр — город Белая Калитва.

## География
Территория Белокалитвинского района составляет 2649,8 км², протяженность с севера на юг — 150 км. Удаленность районного центра от областного центра — 168 км.Территорию района пересекают 7 рек: от крошечной Дядинки до славного Северского Донца.

### Природные условия района
Белокалитвинский район располагается в центральной части Ростовской области.
Природа Белокалитвинского района отличается уникальным разнообразием, опровергая привычное представление о донской степи. На территории района сочетаются равнины и горы Донецкого кряжа, степи и леса. Район чрезвычайно богат водными ресурсами: здесь протекает семь рек, основные - реки Северский Донец, Калитва, Лихая, Кундрючья, Быстрая.
Лесной фонд Белокалитвинского района представлен в основном пойменными лесами. На территории района располагаются государственные памятники природы: Урочище Черная балка, Урочище Филькино (байрачные леса), Сосновый бор (искусственные насаждения сосны), гора Караул (выход пород каменноугольного возраста на юго-востоке г. Белая Калитва). В пойменных лесах района расположены охотничьи угодья. В течение трех сезонов, исключая лето, здесь возможна охота на водоплавающую дичь, перепелов, куропаток, фазанов, копытных (оленя, косулю, кабана, лань, лося), а также на пушных зверей (зайца-русака, лисицу, енотовидную собаку).

## История
Образован район в 1923 году в составе Донецкой губернии УССР, в 1924 году вошел в состав Северо-Кавказского края, в 1931 году был упразднён, а территория включена в Шахтинский угольный район. В 1934 году вновь образован, в 1963 году — упразднён. Восстановлен 12 января 1965 года, в границах настоящего существования Белокалитвинского района. С 1954 по 1957 годы район находился в составе Каменской области. 13 июня 1959 года к Белокалитвенскому району был присоединён Литвиновский район.
Первое поселение — казачий городок — появилось здесь в 1703 году по Указу Петра I. Городок превратился в станицу Усть-Белокалитвинскую. В 1941 году станица получила статус рабочего поселка и другое название — Белая Калитва. В 1958 году рабочий посёлок Белая Калитва преобразован в город районного подчинения и стал центром Белокалитвинского района. В 1988 году Белокалитвинский район передан в административное подчинение городскому Совету народных депутатов города областного подчинения Белая Калитва, а Белокалитвинский районный Совет народных депутатов был упразднён. 26 ноября 2004 года муниципальное образование «Город Белая Калитва и Белокалитвинский район» получило новое наименование «Белокалитвинский район» со статусом муниципального района и административным центром в городе районного подчинения Белая Калитва.

## Население
| 2002    | 2009     | 2010     | 2011     | 2012     | 2013    | 2014    | 2015    | 2016    |
| ------- | -------- | -------- | -------- | -------- | ------- | ------- | ------- | ------- |
| 28 294  | ↗103 470 | ↘102 039 | ↘101 755 | ↘100 081 | ↘98 434 | ↘96 950 | ↘95 812 | ↘94 346 |
| 2017    | 2018     | 2019     | 2020     | 2021     |         |         |         |         |
| ↘93 294 | ↘92 026  | ↘90 605  | ↘89 522  | ↗91 684  |         |         |         |         |

Население Белокалитвинского района стремительно сокращается. На  1 января 2020 года численность жителей района составила 89 522 человека, в том числе: городского  — 46 599 чел., сельского — 42 923 чел. Таким образом, за последние десять лет (последняя перепись 2010 года) население района сократилось на 12 517 человек, что составляет - 12,3%.
Национальный состав
По итогам переписи населения 2020 года проживали следующие национальности (национальности менее 0,1 % и другое см. в сноске к строке «Другие»):
| Национальность | Численность, чел. | Доля     |
| -------------- | ----------------- | -------- |
| Русские        | 86 644            | 96,94 %  |
| Цыгане         | 612               | 0,68 %   |
| Армяне         | 604               | 0,68 %   |
| Украинцы       | 309               | 0,35 %   |
| Татары         | 112               | 0,13 %   |
| Азербайджанцы  | 110               | 0,12 %   |
| Другие         | 984               | 1,10 %   |
| Итого          | 89 375            | 100,00 % |

## Административно-муниципальное устройство
В Белокалитвинском районе 76 населённых пунктов в составе двух городских и десяти сельских поселений:
| №  | Городские и сельские поселения       | Административный центр      | Количество населённых пунктов | Население | Площадь, км2 |
| -- | ------------------------------------ | --------------------------- | ----------------------------- | --------- | ------------ |
| 1  | Белокалитвинское городское поселение | город Белая Калитва         | 4                             | ↗41 221   | 164,39       |
| 2  | Шолоховское городское поселение      | рабочий посёлок Шолоховский | 1                             | ↗7358     | 10,38        |
| 3  | Богураевское сельское поселение      | хутор Богураев              | 7                             | ↘3725     | 287,36       |
| 4  | Горняцкое сельское поселение         | посёлок Горняцкий           | 4                             | ↘7829     | 113,42       |
| 5  | Грушево-Дубовское сельское поселение | хутор Грушёвка              | 6                             | ↘1931     | 310,72       |
| 6  | Ильинское сельское поселение         | хутор Ильинка               | 17                            | ↘2370     | 501,90       |
| 7  | Коксовское сельское поселение        | посёлок Коксовый            | 3                             | ↘7600     | 58,83        |
| 8  | Краснодонецкое сельское поселение    | станица Краснодонецкая      | 10                            | ↘2489     | 319,40       |
| 9  | Литвиновское сельское поселение      | село Литвиновка             | 6                             | ↘2221     | 269,42       |
| 10 | Нижнепоповское сельское поселение    | хутор Нижнепопов            | 8                             | ↘4164     | 323,81       |
| 11 | Рудаковское сельское поселение       | хутор Ленина                | 2                             | ↘2368     | 140,45       |
| 12 | Синегорское сельское поселение       | посёлок Синегорский         | 8                             | ↘6900     | 153,19       |

| №  | Населённый пункт     | Тип                           | Население | Муниципальное образование            |
| -- | -------------------- | ----------------------------- | --------- | ------------------------------------ |
| 1  | Анновка              | хутор                         | ↘96       | Ильинское сельское поселение         |
| 2  | Апанасовка           | хутор                         | ↘784      | Нижнепоповское сельское поселение    |
| 3  | Белая Калитва        | город, административный центр | ↗40 448   | Белокалитвинское городское поселение |
| 4  | Березово-Фёдоровка   | хутор                         | ↘47       | Ильинское сельское поселение         |
| 5  | Богатов              | хутор                         | ↘607      | Краснодонецкое сельское поселение    |
| 6  | Богураев             | хутор                         | ↘2522     | Богураевское сельское поселение      |
| 7  | Богураево            | станция                       | ↘30       | Богураевское сельское поселение      |
| 8  | Бондарный            | посёлок                       | ↘91       | Богураевское сельское поселение      |
| 9  | Бородинов            | хутор                         | ↘173      | Белокалитвинское городское поселение |
| 10 | Боярышниковый        | посёлок                       | ↘39       | Синегорское сельское поселение       |
| 11 | Васильевский         | хутор                         | ↘11       | Ильинское сельское поселение         |
| 12 | Верхнепопов          | хутор                         | ↗196      | Нижнепоповское сельское поселение    |
| 13 | Виноградный          | посёлок                       | ↘721      | Синегорское сельское поселение       |
| 14 | Головка              | хутор                         | ↗488      | Ильинское сельское поселение         |
| 15 | Голубинка            | хутор                         | ↘549      | Грушево-Дубовское сельское поселение |
| 16 | Горняцкий            | посёлок                       | ↘8056     | Горняцкое сельское поселение         |
| 17 | Грачи                | станция                       | ↘175      | Горняцкое сельское поселение         |
| 18 | Грушёвка             | хутор                         | ↘676      | Грушево-Дубовское сельское поселение |
| 19 | Гусынка              | хутор                         | ↘238      | Ильинское сельское поселение         |
| 20 | Демишев              | хутор                         | ↘141      | Литвиновское сельское поселение      |
| 21 | Дороговский          | хутор                         | ↗292      | Нижнепоповское сельское поселение    |
| 22 | Дубовой              | хутор                         | ↗227      | Грушево-Дубовское сельское поселение |
| 23 | Дубовой              | хутор                         | →0        | Литвиновское сельское поселение      |
| 24 | Дядин                | хутор                         | ↘64       | Белокалитвинское городское поселение |
| 25 | Живые Ключи          | хутор                         | ↘104      | Нижнепоповское сельское поселение    |
| 26 | Западный             | хутор                         | ↘5        | Ильинское сельское поселение         |
| 27 | Западный             | хутор                         | ↘92       | Синегорское сельское поселение       |
| 28 | Ильинка              | хутор                         | ↘1167     | Ильинское сельское поселение         |
| 29 | Казьминка            | хутор                         | ↘119      | Грушево-Дубовское сельское поселение |
| 30 | Какичев              | хутор                         | ↘624      | Богураевское сельское поселение      |
| 31 | Калиновка            | хутор                         | ↘53       | Ильинское сельское поселение         |
| 32 | Коксовый             | посёлок                       | ↘7624     | Коксовское сельское поселение        |
| 33 | Кононов              | хутор                         | ↘559      | Литвиновское сельское поселение      |
| 34 | Корсунка             | хутор                         | ↘58       | Ильинское сельское поселение         |
| 35 | Кочевань             | хутор                         | ↘181      | Литвиновское сельское поселение      |
| 36 | Красноводский        | посёлок                       | ↘0        | Краснодонецкое сельское поселение    |
| 37 | Краснодонецкая       | станица                       | ↘1164     | Краснодонецкое сельское поселение    |
| 38 | Крутинский           | хутор                         | ↗990      | Горняцкое сельское поселение         |
| 39 | Курнаковка           | хутор                         | ↘133      | Ильинское сельское поселение         |
| 40 | Лагутьевский         | хутор                         | ↘155      | Ильинское сельское поселение         |
| 41 | Ленина               | хутор                         | ↗2182     | Рудаковское сельское поселение       |
| 42 | Литвиновка           | село                          | ↘1723     | Литвиновское сельское поселение      |
| 43 | Марьевка             | хутор                         | ↘308      | Ильинское сельское поселение         |
| 44 | Мельничный           | посёлок                       | ↘371      | Синегорское сельское поселение       |
| 45 | Мечетный             | хутор                         | ↘203      | Богураевское сельское поселение      |
| 46 | Мирошниковский       | хутор                         | ↘68       | Ильинское сельское поселение         |
| 47 | Муравейник           | хутор                         | ↘41       | Нижнепоповское сельское поселение    |
| 48 | Насонтов             | хутор                         | ↘413      | Краснодонецкое сельское поселение    |
| 49 | Наумов               | хутор                         | ↗78       | Краснодонецкое сельское поселение    |
| 50 | Нижнепопов           | хутор                         | ↘884      | Нижнепоповское сельское поселение    |
| 51 | Нижнесеребряковский  | хутор                         | ↘534      | Краснодонецкое сельское поселение    |
| 52 | Новопокровский       | хутор                         | ↘39       | Ильинское сельское поселение         |
| 53 | Ольховчик            | хутор                         | ↘0        | Краснодонецкое сельское поселение    |
| 54 | Павлов               | хутор                         | ↘24       | Нижнепоповское сельское поселение    |
| 55 | Погорелов            | хутор                         | ↘475      | Горняцкое сельское поселение         |
| 56 | Поцелуев             | хутор                         | ↘515      | Белокалитвинское городское поселение |
| 57 | Почтовый             | хутор                         | ↘80       | Синегорское сельское поселение       |
| 58 | Раздолье             | хутор                         | ↗66       | Ильинское сельское поселение         |
| 59 | Разъезд Васильевский | посёлок                       | ↘265      | Коксовское сельское поселение        |
| 60 | Романов              | хутор                         | ↘78       | Краснодонецкое сельское поселение    |
| 61 | Рудаков              | хутор                         | ↘698      | Рудаковское сельское поселение       |
| 62 | Русичи               | посёлок                       | ↘227      | Коксовское сельское поселение        |
| 63 | Семимаячный          | хутор                         | ↘270      | Грушево-Дубовское сельское поселение |
| 64 | Синегорский          | посёлок                       | ↘5750     | Синегорское сельское поселение       |
| 65 | Скальный             | посёлок                       | ↘14       | Богураевское сельское поселение      |
| 66 | Сосны                | посёлок                       | ↘2391     | Нижнепоповское сельское поселение    |
| 67 | Таловка              | хутор                         | ↘41       | Ильинское сельское поселение         |
| 68 | Титов                | хутор                         | ↘107      | Литвиновское сельское поселение      |
| 69 | Углекаменный         | посёлок                       | ↘552      | Синегорское сельское поселение       |
| 70 | Усть-Быстрый         | хутор                         | ↘245      | Краснодонецкое сельское поселение    |
| 71 | Чапаев               | хутор                         | ↘965      | Богураевское сельское поселение      |
| 72 | Чернышев             | хутор                         | ↘491      | Грушево-Дубовское сельское поселение |
| 73 | Шарковка             | хутор                         | ↘39       | Ильинское сельское поселение         |
| 74 | Шолоховский          | рабочий посёлок               | ↗7358     | Шолоховское городское поселение      |
| 75 | Янов                 | хутор                         | ↗25       | Краснодонецкое сельское поселение    |
| 76 | Ясногорка            | посёлок                       | ↘669      | Синегорское сельское поселение       |

## Экономика
Промышленность представлена производством следующих видов продукции: уголь, угольный концентрат, алюминиевый прокат, горячие штамповки, метизы, платформоподборщики, щебень, хлебобулочные и кондитерские изделия, мясная и цельномолочная продукции.
На территории района, по данным Единого государственного регистра предприятий и организаций, число учтенных субъектов составляет 1027 единиц, из них 155 — муниципальных предприятий и 45 — государственных. В сфере материального производства занято 708 субъектов.
Предприятиями Белокалитвинского района выпускается: алюминиевый прокат, строительные профили из алюминиевых сплавов, посуда алюминиевая штампованная и посуда с антипригарным покрытием, поковки, уголь, концентрат каменного угля, щебень, хлебобулочные, кондитерские и макаронные изделия, швейные изделия, мясная продукция, кирпич силикатный, смеси асфальтобетонные дорожные. Основным предприятием Белокалитвинского района является АО «Алюминий Металлург Рус» (ранее - Белокалитвинское металлургическое производственное объединение) – один из крупнейших в России производителей плоского проката и прессованной продукции из алюминия.
В структуре экономики Белокалитвинского района более 55% занимают объемы производства предприятий металлургического комплекса. 10 предприятий металлургии и металлообработки представляют важнейший сектор экономики нашей территории. Это: АО «Алюминий Металлург Рус», ООО «Алунекст», ООО «БК-Алпроф», ООО «Энерго Алюминий», ЗАО «Феррум», ООО «Алком - М», ООО «Алувин», ООО «СБЛ-Регион», ООО «Прессовый инструмент», ООО «Белокалитвинский ремонтно-механический завод».
С 2004 года возобновлена добыча угля на ООО «Шахтоуправление «Садкинское». В 2017 году введена в эксплуатацию групповая обогатительная фабрика «Садкинская». Работают камнедобывающие предприятия: ОАО «Апанасовское» и ОАО «Богураевнеруд».

### Транспорт
Протяженность автомобильных дорог с твердым покрытием общего пользования составляет около 99 км² в расчете на 1000 км² территории. Протяженность Северо-Кавказской железной дороги по территории города и района составляет: 95 км главных путей, 28 км — станционных, 47,3 км — подъездных и более 3 км железнодорожных путей находится в собственности предприятий.
Имеется аэродром местных воздушных авиалиний, который принимает самолеты и вертолеты для выполнения авиационных сельхозработ. На территории аэродрома  расположен спортивный авиационный клуб.
Пассажирские перевозки автомобильным транспортом на территории Белокалитвинского района осуществляют два предприятия: ООО «Калитваавтотранс» и ООО «Автобаза № 2». Для организации таксомоторных перевозок в Белокалитвинском районе работают 12 операторов такси.

### Сельское хозяйство
Сельским хозяйством занимаются 39 сельхозорганизаций Белокалитвинского района, 107 крестьянских (фермерских) хозяйств и около 20 тысяч личных подсобных хозяйств. В районе развито как растениеводство, так и животноводство. Общая площадь сельскохозяйственных угодий в районе составляет 216,3 тыс. га, в том числе 139,8 тыс. га пашни, 75,1 тыс. га пастбищ, 0,8 тыс. га многолетних насаждений, 0,6 тыс. га сенокосов. В районе традиционно выращивание зерновых, подсолнечника, овощей и бахчевых культур. В отрасли животноводства ведущую роль занимает птицеводство и свиноводство.

## Социальная сфера
Культура: Белокалитвинского района представлена 13 центральными клубными системами и межпоселенческой центральной библиотекой с 41 структурным подразделением, историко-краеведческим музеем, парком культуры и отдыха им. Маяковского, детской школой искусств и 3 детскими музыкальными школами, 2 передвижными клубными учреждениями.
Спорт: в районе имеется 228 спортивных сооружений.
Здравоохранение представлено: МБУЗ  Белокалитвинского района «ЦРБ», включающей детскую, стоматологическую и взрослую поликлиники,  10 амбулаторий, участковая больница и 31 фельдшерско-акушерский пункт.
Социальные учреждения: Белокалитвинского района «Центр социального обслуживания граждан пожилого возраста и инвалидов», «Белокалитвинский ДИПИ» (х.Ленина), «Белокалитвинский ПНИ» (г.Белая Калитва).
Образование: 45 дошкольных образовательных организаций, 39  общеобразовательных  организаций, 6 учреждений дополнительного образования: три детско-юношеские спортивные школы,  центр внешкольной работы, центр технического творчества  и Дом детского творчества, социально-реабилитационный центр для несовершеннолетних граждан, а также Белокалитвинская районная благотворительная общественная организация «Многофункциональная помощь».
В районе: 2 оздоровительных лагеря, 1 база отдыха, 340 памятников истории, культуры, архитектуры и археологии. Имеются  14 гостиниц на  342  места с автостоянками и  пунктами питания.

## Туризм
На территории района расположено несколько объектов, представляющих интерес для туристов. Памятник «Воинам Игоревой рати – храбрым русичам» - единственный в России памятник героям битвы войска князя Игоря с половцами, воспетой в «Слове о полку Игореве». Памятник стоит на вершине Караул-горы - вулканообразного кургана, откуда, по легенде, можно было наблюдать историческую битву 1185 г. При въезде в город установлен поклонный крест, который является символом православия казаков.
Белокалитвинский район, х. Дядин. Вид на Троицкий храм.
По территории проходят различные пешеходные, водные, велосипедные и автобусные маршруты, протяженность которых от 2 до 150 километров. Наиболее посещаемы:
город Белая Калитва с архитектурными памятниками 19 века и историческими местами (Введенский храм, гора Караул с памятным знаком «Воинам Игоревой рати – храбрым русичам», посвящённом памятнику древнерусской литературы  «Слово о полку Игореве»), Гребенные горы «Две Сестры», Авиловы горы);
хутор Грушевка («Холодный Колодязь») с базой отдыха на берегу пруда с охотой, рыбалкой и конными прогулками;
хутор Дядин с Троицким храмом 19-века в византийском стиле;
хутор Богураев с церковью Петра и Павла 19 века, казачьим школьным музеем, в хуторе можно познакомиться с творчеством художника-любителя  Гуреева Н. Н., встретиться с краеведом-историком  казаком  И. И. Колодкиным;
хутор Погорелов, в котором проходят ежегодно в мае Международные Каяльские чтения, посвященные памятнику древнерусской культуры «Слово о полку Игореве», с театрализованной реконструкцией сражения дружины князя Игоря с половцами;
станица Краснодонецкая с Екатерининским храмом деревянного зодчества 19 века, родина фольклориста А.Листопадова;
оздоровительный комплекс «Ласточка» вместимостью 250 чел., с широким спектром услуг для организации отдыха детей и взрослых.

## Достопримечательности

Памятник «Воинам Игоревой рати», участвовавшим в битве с половцами, описанной в «Слове о полку Игореве». Курган Караул

Достопримечательности Белокалитвинского района сосредоточены в городе Белая Калитва
- Белокалитвинский историко-краеведческий музей. Открыт в 1998 году
- Мельница — на улице Большая, д. 2
- Нововведенский собор на ул. Большая, д. 4
- Здание казачьей гимназии;
- Лавка купца Севрюгова
- Купеческий дом (ул. Большая, 13)
- Жилой дом купца Севрюгова (ул. Гагарина, 51)
- Жилой дом купца Суичмедова, где родился донской писатель,  бывший главный редактор журнала «Дон» (1975—1986) Суичмезов Александр Михайлович
- Аллея Героев Советского Союза, Героев Социалистического Труда и воинов-интернационалистов
- Здание атаманского правления
- Памятник Ленину на Театральной площади
- Мельница в хуторе Анновка
- Мельница в хуторе Чапаев на берегу реки Лихая
- Древнерусское Поселение Длинное XI—XIII веков на правом берегу реки Северский Донец

## Русская православная церковь
- Православная церковь в хуторе Дядин;
- Православные церкви в хуторах  Краснодонецкая и Марьевка;

## Международное сотрудничество
В сентябре 2023 года в Гомеле заключено Соглашение об установлении побратимских отношений между Житковичским районом Гомельской области и Белокалитвинским районом Ростовской области.

## Почётные граждане Белокалитвинского района
- Аверченко, Владимир Александрович (род. 1950) — руководитель Федерального Агентства по строительству и жилищно-коммунальному хозяйству Правительства РФ.
- Азаров, Виталий Петрович (род. 1920) – ветеран Великой Отечественной войны, освободитель города Белая Калитва. Награждён орденом Отечественной войны I степени, орденом Славы III степени. Ветеран труда. Звание «Почетный гражданин города Белая Калитва и Белокалитвинского района» присвоено в 2000 г.
- Атаев, Аннаклыч (1912– 1943) – Герой Советского Союза, командир эскадрона 294-го кавалерийского полка.
- Бермас, Виктор Кондратьевич (1927– 2008) – Герой Социалистического Труда, старший оператор Белокалитвинского металлургического завода. Звание присвоено в 2003 году.
- Блатман, Леонид Михайлович (род. 1947) – генеральный директор ОАО «Калитвасельмаш». Почетный машиностроитель. Звание присвоено в 2001 году.
- Булгаков, Владимир Васильевич (род. 1949) – Герой Российской Федерации, Генерал-лейтенант. Награждён орденом Красного Знамени,  орденом «За службу Родине в Вооруженных Силах СССР» III степени, орденом «За заслуги перед Отечеством» IV степени, орденом Мужества. Кандидат военных наук. Звание «Почетный гражданин города Белая Калитва и Белокалитвинского района» присвоено в 2002 г.
- Борисов, Михаил Дмитриевич (1900 – 1987) – советский военачальник, Генерал-майор, участник Гражданской и Великой Отечественной войн. Почетный шахтер. Награждён орденом Ленина, тремя орденами Красного Знамени, орденом Суворова II степени, орденом Отечественной войны I степени, орденом Красной Звезды. Является также почетным гражданином г. Калуга. Звание «Почетный гражданин города Белая Калитва и Белокалитвинского района» присвоено в 1983 г.
- Быков, Борис Иванович (1925 – 2008) – Герой Советского Союза, участник Великой Отечественной войны. Почетный казак Усть-Белокалитвинского юрта. Звание «Почетный гражданин города Белая Калитва и Белокалитвинского района» присвоено в 1996 г.
- Григорьев, Лев Сергеевич (род. 1924) – участник Великой Отечественной войны. Заслуженный работник культуры РСФСР, заслуженный деятель искусств УССР. Награждён двумя орденами Красного Знамени, орденами Отечественной войны I и II степени, орденом Красной Звезды. Почетный казак, награждён орденом Всевеликого войска Донского «За Веру, Дон и Отечество». Звание «Почетный гражданин города Белая Калитва и Белокалитвинского района» присвоено в 2001 г.
- Денисова, Раиса Никифоровна (1926– 2013) – Герой Социалистического Труда. Ветеран труда. Кавалер двух орденов Ленина. Звание «Почетный гражданин города Белая Калитва и Белокалитвинского района» присвоено в 2003 г.
- Дорошенко, Иван Николаевич (род. 1940) – хозяйственный деятель, руководитель ЗАО «Дружба». Звание «Почетный гражданин города Белая Калитва и Белокалитвинского района» присвоено в 1999 г.
- Зарубин, Роман Александрович (род. 1976) — заслуженный мастер спорта России, мастер спорта международного класса, чемпион мира по гребле на каноэ 2001 года, трехкратный победитель Кубка мира. Звание «Почетный гражданин  города Белая Калитва и Белокалитвинского района» присвоено в 2002 г.
- Ковалев, Александр Владимирович (род. 1975) — заслуженный мастер спорта России, мастер спорта международного класса, чемпион мира по гребле на каноэ 1998, 1999 годов, многократный победитель Кубка мира, серебряный и бронзовый призер Олимпийских игр в Афинах 2004 года. Звание «Почетный гражданин  города Белая Калитва и Белокалитвинского района» присвоено в 2000 г.
- Кравченко, Игорь Владимирович (род. 1938) –  Почетный работник транспорта РФ, Заслуженный работник транспорта Российской Федерации, ветеран труда. Награждён орденом «Знак Почета», знаком «Шахтерская слава» III степени. Звание «Почетный гражданин  города Белая Калитва и Белокалитвинского района» присвоено в 2004 г.
- Костинский, Михаил Моисеевич (род. 1937) – заслуженный работник пищевой промышленности, директор ОАО «Шолоховский хлебокомбинат». Звание «Почетный гражданин  города Белая Калитва и Белокалитвинского района» присвоено в 2000 г.
- Кушнарев, Андрей Устинович (род. 1930) – Заслуженный шахтер РФ, полный кавалер знака «Шахтерская слава», кавалер ордена Трудового Красного Знамени. Кандидат экономических наук. Звание «Почетный гражданин  города Белая Калитва и Белокалитвинского района» присвоено в 2003 г.
- Кругляков, Роман Николаевич (род. 1971) — заслуженный мастер спорта России, мастер спорта международного класса, двукратный чемпион мира по гребле на каноэ 1999, 2001 годов, многократный победитель Кубка мира. Звание «Почетный гражданин  города Белая Калитва и Белокалитвинского района» присвоено в 2000 г.
- Липовая, Тамара Стефановна (род. 1940) – председатель Белокалитвинской городской и районной организации Красного Креста, отличник здравоохранения. Награждена знаками Н. И. Пирогова, им. З. П. Соловьева, почетным знаком Красного Креста. Звание «Почетный гражданин города Белая Калитва и Белокалитвинского района» присвоено в 2001 г.
- Лившиц, Вадим Моисеевич (род. 1930) – работник Белокалитвинского металлургического завода, спортсмен. Звание «Почетный гражданин г. Белая Калитва и Белокалитвинского района» присвоено в 2005 г.
- Миргородский, Виктор Карпович (род. 1939) – Заслуженный работник сельского хозяйства Российской Федерации. Награждён орденами Ленина, Октябрьской Революции, «Знак Почета». Звание «Почетный гражданин  города Белая Калитва и Белокалитвинского района» присвоено в 1999 г.
- Мерчанский, Василий Петрович (1924–1996) – Герой Советского Союза, участник Великой Отечественной войны. Награждён орденом Отечественной войны I степени. Звание «Почетный гражданин  города Белая Калитва и Белокалитвинского района» присвоено в 1995 г.
- Настоящая, Валентина Николаевна (род. 1937) – Заслуженный учитель Российской Федерации. Отличник народного просвещения, ветеран труда. Звание «Почетный гражданин  Белокалитвинского района» присвоено в 2007 г.
- Оверченко, Николай Степанович (1949 – 2021) – почетный энергетик, подъесаул Усть-Белокалитвинского казачьего юрта. Звание «Почетный гражданин Белокалитвинского района» присвоено в 2008 г.
- Пищик, Григорий Максимович (1925 – 2007) – участник Великой Отечественной войны, полный кавалер ордена Славы, награждён орденом Отечественной войны I степени, орденом Трудового Красного Знамени, орденом «Знак Почета». Звание «Почетный гражданин  города Белая Калитва и Белокалитвинского района» присвоено в 1996 г.
- Позднякова, Раиса Георгиевна (род. 1947) – Заслуженный врач Российской Федерации, отличник здравоохранения, заместитель председателя Собрания депутатов Белокалитвинского района, заместитель главврача по медицинской части МУЗ «Центральная районная больница» Белокалитвинского района. Звание «Почетный гражданин Белокалитвинского района» присвоено в 2008 г.
- Поликарпов, Григорий Григорьевич (род. 1950) – полковник налоговой полиции. Звание «Почетный гражданин  города Белая Калитва и Белокалитвинского района» присвоено в 2002 г.
- Романов, Анатолий Павлович (род. 1945) – Заслуженный строитель Российской Федерации, глава Администрации Белокалитвинского района (2001–2010), почетный казак Усть-Белокалитвинского юрта, казачий полковник, атаман Усть-Белокалитвинского юрта. Звание «Почетный гражданин  города Белая Калитва и Белокалитвинского района» присвоено в 1995 г.
- Рубашкин, Алексей Сергеевич (1915—1994) – участник Великой Отечественной войны, полный кавалер ордена Славы, награждён орденом Отечественной войны I степени, орденом Красной Звезды. Звание «Почетный гражданин города Белая Калитва и Белокалитвинского района» присвоено в 1996 г.
- Савченко, Василий Наумович (род. 1932) – председатель исполкома Белокалитвинского райсовета народных депутатов Ростовской области, первый секретарь Белокалитвинского горкома КПСС. Ветеран труда. Награждён знаком «Шахтерская слава» III степени. Звание «Почетный гражданин  города Белая Калитва и Белокалитвинского района» присвоено в 2000 г.
- Сафронов, Виктор Иванович (1933-7 января 2015 ) – Герой Социалистического Труда. Заслуженный шахтёр Российской Федерации, полный кавалер знака знака «Шахтерская слава». Награждён орденом Ленина, орденом Трудового Красного Знамени. Звание «Почетный гражданин  города Белая Калитва и Белокалитвинского района» присвоено в 2003 г.
- Сафаров, Георгий Самуилович (1928—2003) – Заслуженный металлург Российской Федерации, лауреат Государственной премии СССР, награждён орденами «Знак Почета», Октябрьской Революции, Трудового Красного Знамени, Дружбы народов. Звание «Почетный гражданин  города Белая Калитва и Белокалитвинского района» присвоено в 1995 г.
- Сбитнев, Фёдор Иванович (род. 1927) – кавалер ордена Трудового Красного Знамени, Заслуженный строитель СССР. Ветеран труда. Звание «Почетный гражданин  города Белая Калитва и Белокалитвинского района» присвоено в 1995 г.
- Светильников, Александр Михайлович (род. 1928) – ветеран труда, награждён орденом Трудового Красного Знамени, знаком «Шахтерская слава»  III степени. Звание «Почетный гражданин  города Белая Калитва и Белокалитвинского района» присвоено в 2000 г.
- Сидненкова, Валентина Георгиевна (род. 1944) – Заслуженный учитель Российской Федерации, отличник народного просвещения СССР. Председатель Собрания депутатов Белокалитвинского района, первый заместитель главы г. Белая Калитва и района по социальным вопросам. Удостоена званий «Профессионал России – 2007», «Лучший управленец Дона – 2007». Звание «Почетный гражданин  города Белая Калитва и Белокалитвинского района» присвоено в 2004 г.
- Солдатов, Владимир Иванович (род. 1936) – ветеран труда, заслуженный тренер, отличник физической культуры и спорта. Звание «Почетный гражданин Белокалитвинского района» присвоено в 2011 г.
- Сорокин, Николай Александрович (род. 1923) – руководитель Белокалитвинского металлургического завода. Награждён орденом Ленина, орденом Трудового Красного Знамени. Звание «Почетный гражданин  города Белая Калитва и Белокалитвинского района» присвоено в 2002 г.
- Сорочинский, Василий Васильевич (род. 1937) – Заслуженный врач Российской Федерации, отличник здравоохранения. Награждён орденом «Знак Почета». Звание «Почетный гражданин  города Белая Калитва и Белокалитвинского района» присвоено в 1998 г.
- Чаленко, Иван Терентьевич (1896 – 1981) – советский военачальник, генерал-майор, командир 55-й дивизии 8-го кавалерийского корпуса, освободитель г. Белая Калитва. Участник Первой мировой, Гражданской и Великой Отечественной войн. Кавалер двух орденов Ленина, пяти орденов Красного Знамени, ордена Суворова II степени, ордена Кутузова II степени, ордена Александра Невского. Звание «Почетный гражданин  города Белая Калитва и Белокалитвинского района» присвоено в 1995 г.
- Черников, Василий Яковлевич (род. 1922) – участник Великой Отечественной войны.  Награждён орденами Отечественной войны I степени, Славы III степени, Красной Звезды. Отличник здравоохранения. Звание «Почетный гражданин  города Белая Калитва и Белокалитвинского района» присвоено в 2000 г.
- Чичерова, Анна Владимировна (род. 1982) — заслуженный мастер спорта России , мастер спорта международного класса по легкой атлетике, олимпийская чемпионка 2012 года по прыжкам в высоту.
- Щербина Василий Васильевич (род. 1941) – глава администрации г. Белая Калитва и Белокалитвинского района (1989–2001), заслуженный работник сельского хозяйства РФ. Награждён орденом Трудового Красного Знамени. Звание «Почетный гражданин  города Белая Калитва и Белокалитвинского района» присвоено в 1999 г. Звание «Почетный гражданин Орловского района» присвоено в 2014 г.
- Яковенко, Владимир Константинович (род. 1950) – заслуженный работник сельского хозяйства РФ, заместитель директора ООО «Калитвапродукт», депутат Белокалитвинского районного собрания депутатов IV созыва, председатель городской Думы III созыва. Звание «Почетный гражданин Белокалитвинского района» присвоено в 2008 г.

### Известные уроженцы района
- Гнедин, Пётр Виссарионович  (1893— 1962) — советский военачальник, генерал-майор. Родился в станице Краснодонецкой.